# YES! (EXILEの曲)
「YES!」（イエス）は、EXILEの20枚目のシングル。2006年3月1日にrhythm zoneから発売。

## 概要
前作「ただ…逢いたくて」から3か月ぶりのシングル。4thアルバム『ASIA』からの先行シングルで、同アルバムをもってグループを脱退したSHUNが参加した最後のシングル。「CD+DVD」「CDのみ」の2形態で発売。
オリコン週間シングルランキングでは前作から2作連続、通算3作目の首位獲得となった。2作連続は初。

## 収録曲

### CD
1. YES! [3:44]
作詞：ATSUSHI / 作曲：山口寛雄 / 編曲：REO
  - 日本テレビ系『2月怒涛のサッカー中継』イメージソング
  - 日本テレビ系『音楽戦士 MUSIC FIGHTER』2006年3月度オープニングテーマ
  - ニベアボディ「薬用ホワイトニングストレッチアップ・薬用ホワイトニングUV」CMソング
2. YES!（Instrumental）

### DVD
※CD+DVDのみ
1. YES!（Video Clip）